# Brooklyn-Manhattan Transit Corporation
La Brooklyn-Manhattan Transit Corporation, spesso indicata con l'acronimo BMT, era una holding di trasporto, con sede a Brooklyn, New York. Venne fondata nel 1923 e rimase attiva fino al 1940, quando fu acquistata dal New York City Board of Transportation, con l'intento di unificare i vari gestori del trasporto pubblico della città.
Le linee metropolitane gestite dalla BMT sono oggi parte della metropolitana di New York, costituendone la divisione B, insieme alle linee dell'ex Independent Subway System.

## Società controllate
La Brooklyn-Manhattan Transit Corporation controllava due diverse società:
- La New York Rapid Transit Corporation, che aveva il compito di gestire le linee della metropolitana;
- La Brooklyn and Queens Transit Corporation, che aveva il compito di gestire il trasporto su strada a Brooklyn e Queens.